# سبيس داندي
سبيس داندي أو سبيس☆داندي (باليابانية: スペース☆ダンディ) هو مسلسل أنمي من إنتاج ستوديو بونز.

## القصة
داندي مغامر حالم يُسافر عبر المجرة باحثاً عن المخلوقات الفضائية النادرة، ومقابل كل نوع جديد يكتشفه يحصل على مكافئة كبيرة.. ولكن لداندي منافسان هما كيوتي وميو الفضائي اللذان يحاول كل منهما الاصطياد أولاً لأن من يصيد أولا يتلقى الربح أولا.. يكتشف داندي بشجاعة عوالم غير معروفة مليئة بالعديد من الفضائيين المختلفين.

## الشخصيات

### طاقم ألوها أوي
- داندي
- QT
- مياو

### إمبراطورية غوغول
- الأدميرال بيري
- دكتور غيل
- بي

### شخصيات أخرى
- الراوي
- هني
- سكارلت
- جوني
- بروفسور دوران

## طاقم الإنتاج
- الإخراج الرئيسي: شينيتشيرو واتانابي
- الإخراج: شينغو ناتسومي
- تصميم الشخصيات، إخراج الرسوم المتحركة الرئيسي: يوشيوكي إيتو
- تصميم الميكانيكيات الرئيسي: رومان توما
- الإخراج الفني: ريو كونو
- إخراج التصوير: يوشيوكي تاكيه، ماساتاكا إيكيغامي، مايوكو فوروموتو
- إخراج CGI: كوكي أوتا
- المونتاج: كيوشي هيروسي
- إخراج الصوت: شوجي هاتا
- الموسيقى: كينسوكي اوشيو
- إنتاج الرسوم المتحركة: بونز
- إنتاج: بانداي فيجوال, بونز, بانداي نامكو جيمز، هاكوهودو دي واي ميديا بارتنرز، فلايينغ دوغ، بي إس فوجي

## وصلات خارجية
- سبيس داندي على موقع IMDb (الإنجليزية)
- سبيس داندي على موقع كينوبويسك (الروسية)
- سبيس داندي على موقع قاعدة بيانات الفيلم (الإنجليزية)